# 웨즐레이 프란사
웨즐레이 비니시우스 프란사 리마(포르투갈어: Wesley Vinícius França Lima, 2003년 9월 6일 ~ )는 웨즐레이 프란사(포르투갈어: Wesley França) 또는 간단히 줄여서 웨즐레이(포르투갈어: Wesley)로 알려져 있는 브라질의 축구 선수이다. 그의 포지션은 오른쪽 수비수로, 현재 이탈리아 세리에 A의 로마에서 활약하고 있다.

## 클럽 경력

### 플라멩구
2021년 12월 9일, 웨즐레이는 2-0으로 패한 아틀레치쿠 고이아니엔시와의 세리이 A 경기에서 플라멩구 소속으로 프로 데뷔전을 치렀다.

### 로마
2025년 7월 28일, 웨즐레이는 이탈리아 세리에 A의 로마와 5년 계약을 맺고 이적했다.

## 수상 내역
플라멩구
- 코파 리베르타도레스: 2022
- 코파 두 브라지우: 2024
- 수페르코파 두 브라지우: 2025[3]
- 캄페오나투 카리오카: 2024, 2025

개인
- 캄페오나투 브라질레이루 세리이 A 올해의 팀: 2024[4]
- 코파 두 브라지우 시즌의 팀: 2024[5]